# So-net blog
So-net blog（ソネットブログ）は、2004年にソニーネットワークコミュニケーションズが提供開始したブログサービス。名称は同社のISP「So-net」にちなむ。2009年に表記を「So-netブログ」に変更し、ロゴマークも一新した。
2025年3月31日をもって、サービス終了した。

## サービス終了まで
2019年に「SSブログ（エスエスブログ）」へ名称変更し、ドメインも変更した。
翌2020年6月1日付で、ソニーネットワークコミュニケーションズからシーサー株式会社へ事業譲渡された。
2024年1月1日付で、シーサー株式会社が親会社の株式会社ファンコミュニケーションズへ吸収合併されたことに伴い、「SSブログ」の事業もファンコミュニケーションズへ継承された。
2025年3月31日をもって、ファンコミュニケーションズは「SSブログ」をサービス終了した。なお2024年12月1日付で、ファンコミュニケーションズは「Seesaaブログ」を株式会社したらばへ譲渡した。21年の歴史に幕を降ろした。

## 沿革

### So-net ブログ時代
- 2004年
  - 9月15日 - So-net blogとして、先着1,000名対象のクローズドベータサービスを開始。[要出典]
  - 11月24日 - オープンベータサービスを開始。当時の画像ファイル容量は20MBまでであった。[要出典]
- 2005年10月21日 - 動画アップロード機能追加・ディスク保存容量が500MBに拡大。また、サイドバーに自作項目の作成が可能になる。[要出典]
- 2007年4月5日 - ディスク保存容量が1GBに拡大。また、携帯電話への本格対応を実施。[要出典]
- 2008年
  - 2月25日～2月27日 - システムメンテナンスを行い、シーサー株式会社から提供を受けた高機能ブログエンジン「BlogServer」を導入[9]。これにより大幅な機能強化が施され「nice!機能」を除いたほとんどの機能がSeesaaブログと同様になる。
  - 4月25日 - サイトマップXML出力機能・XML-RPC対応。[要出典]
  - 9月2日 - メールアドレスのみでの登録が可能になる。[要出典]
- 2009年12月1日 - 有料プランを導入。[要出典]

### SSブログ時代
- 2019年10月1日 - 同日付でSSブログへ名称変更、同時にドメインも変更される[2][3]。
- 2020年6月1日 - シーサー株式会社へ事業譲渡[4]。
- 2024年1月1日 - 同日付でシーサー株式会社が株式会社ファンコミュニケーションズへ吸収合併され消滅、これに伴いSSブログの事業も旧シーサー株式会社の他の事業とともに株式会社ファンコミュニケーションズへ継承され、同日よりSSブログもファンコミュニケーションズによる運営となる[5][6]。
- 2025年3月31日 - サービス終了[7]。

## 機能
- 複数ブログ開設が可能 - ユーザーID1つで複数ブログが作成可能（無料会員は5まで）[10]。
- nice!ブログ - 運営がピックアップした優良ブログが「nice!ブログ」としてトップページに表示され、アクセスアップが期待できる[11]。
- nice!記事 - 運営がピックアップした優良記事が「nice!記事」としてトップページに表示され、アクセスアップが期待できる[11]。
- nice!機能 - SSブログ会員同士であれば、読者が気に入ったブログ記事に「nice!」を付けることができる「いいね!ボタン」機能。
- アクセス解析 - 高度なアクセス解析機能が使用できる。
- スパムフィルタ - 悪質なコメントやトラックバックを禁止できる。
- タグ機能 - ブログの記事・画像・音声・動画それぞれにタグを付けることができる。
- 有料会員限定機能 - ブログ広告の表示を消せる、作成できるブログが10までに増える、アクセス解析機能が強化されるなど。

## 外部サイト
- SSブログ
- What's new? SSブログの最新情報をお知らせします。 - SSブログ運営公式ブログ